# Elattoneura pasquinii
Elattoneura pasquinii – gatunek ważki z rodziny pióronogowatych (Platycnemididae). Występuje endemicznie w południowo-zachodniej Etiopii; narażony na wyginięcie.